# Sabina Frederic
Sabina Andrea Frederic (Lomas de Zamora, Buenos Aires, 13 de octubre de 1965) es una antropóloga y profesora argentina. Fue ministra de Seguridad de la Nación Argentina desde el 10 de diciembre de 2019 hasta el 20 de septiembre de 2021 durante la presidencia de Alberto Fernández.

## Biografía

### Formación y trayectoria académica
Nació en una familia judía, Frederic se graduó como licenciada en Ciencias Antropológicas en la Universidad de Buenos Aires y realizó un doctorado en Antropología Social en la Universidad de Utrecht. Formada en Ciencias Antropológicas en la Facultad de Filosofía y Letras de la UBA, Frederic continuó su trayectoria en la Universidad Nacional de Quilmes, como vice y luego directora del Departamento de Ciencias Sociales, y como directora del Doctorado en Ciencias Sociales y Humanas de esa casa de estudios. Antes, hizo un doctorado en Antropología Social en la Universidad de Utrecht, en los Países Bajos, y un posdoctorado en la Escuela Normal Superior Laboratorio Maurice Halbwach de Francia, siguiendo el plan de trabajo “Profesionalización policial y violencia”.
Es profesora en la Universidad Nacional de Quilmes e investigadora independiente del CONICET, donde investiga sobre la moral y la emoción en la configuración de las fuerzas militares y de seguridad en la Argentina contemporánea. Coordina el Grupo de Estudios sobre Policías y Fuerzas de Seguridad (GEPYFS) del Instituto de Desarrollo Económico y Social (IDES). Es directora del proyecto “El Estado y la seguridad pública: obediencia, desobediencia y autoridad en las fuerzas policiales y de seguridad de la Argentina contemporánea”. En 2014, recibió el Primer Premio Nacional de Cultura categoría ensayo antropológico, por Las Trampas del Pasado. Las Fuerzas Armadas y su Integración al Estado democrático.
Desde 2009 colabora en IDES una institución abierta que reúne especialmente a jóvenes investigadores y profesionales con el fin de llevar adelante un proyecto colectivo al servicio de la investigación económica y social.

### Funcionaria pública
En el ámbito público fue subsecretaria de Formación del Ministerio de Defensa de la Nación entre 2009 y 2011,  desde el cual asumió la conducción civil de la política de educación militar en el país. Fue  asesora del Ministerio de Seguridad de la Nación entre 2012 y 2014. Desde allí encaro una política de profesionalización, así como la de “bienestar policial", aparecen en la extensa producción teórica de Frederic sobre el tema, también en los trabajos de investigación que realizó en su paso por las carteras de Defensa y Seguridad. La tarea de renovar los planes de estudios militares fue encarada entonces, inéditamente, con equipos de investigadores de distintas disciplinas coordinados por Frederic. 
Frederic forma parte del Frente Federal Ciencia y Universidad, un grupo lanzado en 2017 como oposición a los recortes del gobierno de Cambiemos en el área En 2018 este frente se integra la ONG Agenda Argentina donde se reúnen grupos de intelectuales para elaborar programas y propuestas. En diciembre de 2019 Agenda Argentina lanza un libro titulado Hablemos de ideas, con prólogo de Alberto Fernández y un capítulo a cargo de Frederic que lleva el nombre de "Seguridad para todos".

### Ministra de Seguridad (2019-2021)
El 6 de diciembre de 2019 se anunció que Sabina Frederic sería la ministra de seguridad del gobierno de Alberto Fernández, cargo que asumió el 10 de diciembre.
El 24 de diciembre, la ministra Frederic derogó la polémica resolución 1231/19 de por su predecesora Llamado protocolo General de Actuación de Registros Personales y Detención para Personas Pertenecientes al Colectivo LGBTI, destinada a penalizar a la población homosexual. Dicho protocolo fue denunciado ante la ONU como forma de penalizar y reprimir a las minorías sexuales
En enero lanzó una auditoría sobre la gestión anteror donde se detalló que en más del 80% de los operativos realizados en busca de sustancias ilícitas en ese lapso se secuestraron menos de 100 gramos de cocaína o cannabis, o menos de 50 unidades, en el caso de las sustancias de diseño. En el caso concreto de la marihuana, durante 2019 en el 93% de las incautaciones se secuestraron menos de 100 gramos. 
Uno de sus primeros ejes de gestión fue la recomposición salarial de las y los trabajadores de las fuerzas de seguridad, así como del mejoramiento de su atención de parte de la obra social y de sus ingresos por jubilación.

Frederick llevó adelante un consejo de profesionales para establecer un reglamento sobre el uso de las pistolas taser y dejó sin efecto el traspaso de uno de los hoteles de  la  Unidad Turística Chapadmalal a la Gendarmería, abriéndolo nuevamente a la ciudadanía. Ese mismo día, en una entrevista a Radio Metro, la ministra Frederic se manifestó a favor de la despenalización de la marihuana para uso médico, al afirmar que «hay que avanzar hacia la regulación del consumo de cannabis, inclusive sobre la producción para el consumo. Hay que dar un debate». Durante la campaña, el actual presidente Alberto Fernández se manifestó a favor de la iniciativa. En 2020 a raíz de varios informes de la Oficina Anticorrupción formo una auditoría sobre la gestión de su predecesor Patricia Bullrich que encontró inconsistencias presupuestarias: entre ellas sobreprecios en la 
Compra de sistemas de seguridad para pasos fronterizos a una firma a la que le pagó 35 millones de dólares (5 millones más de lo que ofrecían sus competidoras en la licitación), y a la que el Estado le pagó también el impuesto a las ganancias por 600 mil dólares a través de un ente cooperador.
. La auditoría encontró nuevas inconsistencias que llevaron a la imputación de  presidenta del PRO Patricia Bullrich, al exjefe de Gabinete Marcos Peña y a un tercer funcionario por la compra de cuatro lanchas de patrullaje con un sobreprecio de 29.000.000 de dólares en 2016.
A fines de 2021 fue designada frente de los Cascos Blancos, organismo de la ONU que tiene la función de ejecutar políticas humanitarias.

## Publicaciones
Sabina Frederic es autora o coautora de varios trabajos publicados, además de haber participado en varias obras colectivas.
- Federalismo y descentralización en grandes ciudades. Prometeo Libros. 2004. ISBN 978-950-9217-72-0. Con Marcelo Escolar y Gustavo Badía
- Buenos vecinos, malos políticos. Prometeo Libros. 2004. ISBN 978-950-9217-83-6.
- Los usos de la fuerza pública. Universidad Nacional de General Sarmiento. 2008. ISBN 978-987-630-033-9.
- Las trampas del pasado. Fondo de Cultura Económica. 2013. ISBN 978-950-557-992-1.
- Fuerzas Armadas en democracia. Percepciones de los militares argentinos sobre su reconocimiento. Prohistoria Ediciones. 2015. ISBN 978-987-3864-05-6. Con Laura Masson y Germán Soprano.
- Cultura y política en etnografías sobre la Argentina. Universidad Nacional de Quilmes. 2017. ISBN 978-987-558-494-5. Con Germán Soprano, Beatriz Ocampo y Carlos Kuz.

## Premios y distinciones
- Primer Premio Nacional de Cultura categoría ensayo antropológico 2014, por  “Las trampas del pasado. Las Fuerzas Armadas y su integración al estado democrático” (Fondo de Cultura Económica, 2013)[6]